# Atletismo nos Jogos Pan-Americanos de 1987 - Lançamento de dardo feminino
A prova do lançamento de dardo feminino nos Jogos Pan-Americanos de 1987 foi realizada em 16 de agosto em Indianápolis, Estados Unidos.

## Medalhistas
| Ouro                 | Prata                        | Bronze                      |
| Ivonne Leal CUB Cuba | María Caridad Colón CUB Cuba | Marieta Riera VEN Venezuela |

## Resultados
| Posição           | Nome                | Nacionalidade      | Marca | Notas |
| ----------------- | ------------------- | ------------------ | ----- | ----- |
| Medalha de ouro   | Ivonne Leal         | CUB Cuba           | 63.70 |       |
| Medalha de prata  | María Caridad Colón | CUB Cuba           | 61.66 |       |
| Medalha de bronze | Marieta Riera       | VEN Venezuela      | 57.10 | NR    |
| 4                 | Sueli dos Santos    | BRA Brasil         | 57.02 |       |
| 5                 | Laverne Eve         | BAH Bahamas        | 55.70 |       |
| 6                 | Lynda Sutfin        | USA Estados Unidos | 54.64 |       |
| 7                 | Cathie Wilson       | USA Estados Unidos | 52.74 |       |
| 8                 | Celine Chartrand    | CAN Canadá         | 52.60 |       |